# Anton Hauber
Anton Hauber (* 14. November 1879 in Ellwangen; † 9. Juni 1917 in Berlin) war ein deutscher Historiker und Orientalist.

## Leben
Nach dem Besuch des Gymnasiums in Ehingen an der Donau studierte er in Tübingen und München. Er promovierte in München über die Stellung der Orden und Stifter des Bistums Konstanz im Kampfe Ludwigs des Bayern mit der Kurie. Als Nachfolger von Hans Haag wurde er 1908 bis 1915 zweiter wissenschaftlicher Hilfsarbeiter an der Universitätsbibliothek Tübingen. Im Ersten Weltkrieg wurde er zum Großen Generalstab als Dolmetscher der Türkischen Sprache eingezogen. Er erlag  nach einem Insektenstich an einer Zellgewebeentzündung
. Sein Nachfolger in Tübingen wurde Ludwig Zoepf.

## Forschungen
Haubers wissenschaftliche Interessen galten der Geschichte und Kulturgeschichte des Mittelalters. Neben wichtigen Aufsätzen legte er das zweibändige Urkundenbuch des Klosters Heiligkreuztal und eine Monographie zu den Planetenkindern vor.

## Schriften
- Die Stellungnahme der Orden und Stifter des Bistums Konstanz im Kampfe Ludwigs des Baiern mit der Kurie.  Ein Beitrag zur Kirchengeschichte des 14. Jahrhunderts. Kohlhammer, Stuttgart 1906 (Dissertation Universität München).
- Heiligkreuztal, ein Zisterzienserinnenkloster. In: Württembergische Jahrbücher für Statistik und Landeskunde, Jg. 1910, H. 1, S. 71–77.
- (Bearb.): Urkundenbuch des Klosters Heiligkreuztal. Zwei Bände (= Württembergische Geschichtsquellen, Bd. 9 und 14). Kohlhammer, Stuttgart 1910/1913.
- Heiligkreuztal vollständige Geschichte. In: Blätter des Schwäbischen Albvereins, Jg. 1912, H. 2, S. 34–42, 78–86 und 112–123.
- Deutsche Handschriften in Frauenklöstern des späteren Mittelalters. In: Zentralblatt für Bibliothekswesen, Bd. 31 (1914), S. 341–373.
- Planetenkinder und Sternbilder. Zur Geschichte des menschlichen Glaubens und Irrens; mit 51 grossenteils Ulmer Handschriften entnommenen Abbildungen auf 36 Tafeln (= Studien zur deutschen Kunstgeschichte, Bd. 194). Heitz, Strassburg 1916 (Digitalisat).
- Zur Verbreitung des Astronomen Ṣūfī. In: Der Islam. Zeitschrift für Geschichte und Kultur des islamischen Orients, Bd. 8 (1917), H. 1/2, S. 48–54.
- Johannes Scherl, ein deutscher Tondichter des 15. Jahrhunderts. In: Archiv für Musikwissenschaft, Bd. 1, H. 3 (1919), S. 346–353.